# Schützheide
Schützheide ist ein Ortsteil in den Stadtteilen Stadtmitte und Sand von Bergisch Gladbach. 

## Geschichte
Schützheide ist ein alter Flur- und Siedlungsname. Während die Geländebezeichnung bereits im Jahr 1770 Erwähnung findet, kann die Siedlung erst für 1858 nachgewiesen werden. Soweit in der Region das Wort Heide im Zusammenhang mit einem Ortsnamen auftaucht, leiten sich diese Siedlungsnamen von der Lage auf dem bergischen Heidesandstreifen ab. Zur Unterscheidung von anderen „Heide“-Orten hat man den Ortsnamen durch den Familiennamen der Bewohner bzw. das  Bestimmungswort Schütz ergänzt.